# Golf ai Giochi della XXXI Olimpiade
Le competizioni di golf ai Giochi della XXXI Olimpiade si sono svolte dall'11 al 20 agosto presso il campo da golf della Reserva de Marapendi, nella zona Barra da Tijuca a Rio de Janeiro. Erano previsti sia il torneo maschile (dall'11 al 14 agosto), sia quello femminile (dal 17 al 20 agosto).
Si è trattato della terza presenza del golf nella storia dei Giochi olimpici: la precedente apparizione fu a Saint Louis 1904, e prima ancora a Parigi 1900.

## Formato
Il regolamento prevedeva che per ciascun torneo fossero giocate 72 buche, con la formula dello stroke play. In caso di parità in uno dei primi tre posti, sarebbe stato disputato uno spareggio di tre buche.

## Partecipanti
I partecipanti sono stati 60 per ciascun torneo (maschile e femminile), e come riferimento sono state utilizzate rispettivamente l'Official World Golf Rankings e la Women's World Golf Rankings all'11 luglio 2016. I primi 15 golfisti e le prime 15 golfiste erano automaticamente qualificati, con il limite di 4 per nazione.
A seguire, i posti rimanenti sono stati occupati a scalare secondo l'ordine di classifica, fino a un massimo di due atleti per nazione, purché la nazione non disponesse già di due o più atleti nei top-15. Erano qualificati di diritto anche un golfista e una golfista brasiliani, in quanto rappresentanti della nazione ospitante. Inoltre, ciascun continente aveva comunque di diritto un golfista per ciascun torneo, se non già qualificato secondo i criteri.

## Podi
| Evento           | Oro         | Argento        | Bronzo        |
| Torneo maschile  | Justin Rose | Henrik Stenson | Matt Kuchar   |
| Torneo femminile | Park In-bee | Lydia Ko       | Feng Shanshan |

## Medagliere
| Posizione | Paese         |   |   |   | Totale |
| --------- | ------------- | - | - | - | ------ |
| 1         | Gran Bretagna | 1 | 0 | 0 | 1      |
| 1         | Corea del Sud | 1 | 0 | 0 | 1      |
| 3         | Nuova Zelanda | 0 | 1 | 0 | 1      |
| 3         | Svezia        | 0 | 1 | 0 | 1      |
| 5         | Cina          | 0 | 0 | 1 | 1      |
| 5         | Stati Uniti   | 0 | 0 | 1 | 1      |
| Totale    | Totale        | 2 | 2 | 2 | 6      |